# Chelodininae
Sous-famille
Synonymes
- Chelodinidae Baur, 1893

Les Chelodininae sont une sous-famille de tortues. Elle a été décrite par John Edward Gray en 1825.

## Répartition
Les espèces de cette famille se rencontrent en Australie et en Nouvelle-Guinée.

## Liste des genres
Selon TFTSG (20 juin 2014) :
- genre Chelodina Fitzinger, 1826
- genre Elseya Gray, 1867
- genre Elusor Cann & Legler, 1994
- genre Emydura Bonaparte, 1836
- genre Flaviemys Le, Reid, McCord, Naro-Maciel, Raxworthy, Amato & Georges, 2013
- genre Myuchelys Thomson & Georges, 2009
- genre Pseudemydura Siebenrock, 1901
- genre Rheodytes Legler & Cann, 1980

## Publication originale
- Baur, 1893 : Notes on the classification and taxonomy of the Testudinata. Proceedings of the American Philosophical Society, vol. 31, p. 210-225 (texte intégral).